# Une désolation nommée paix
Une désolation nommée paix (titre original : A Desolation Called Peace) est un roman de science-fiction écrit par Arkady Martine, paru en 2021 puis traduit en français et publié la même année. L'ouvrage a obtenu le prix Hugo du meilleur roman 2022 et le prix Locus du meilleur roman de science-fiction 2022. Il est le second roman de la série Teixcalaan.

## Résumé
Aux abords de l’espace teixcalaanli, une armée d’invasion alien se rassemble. La commandante Neuf Hibiscus est contrainte de recourir à la diplomatie. La survie de l'Empire, et avec lui la vie de millions de personnes, sont en jeu. 

## Éditions
- A Desolation Called Peace, Tor Books, 2 mars 2021, 496 p.  (ISBN 978-1-250-18646-1)
- Une désolation nommée paix, J'ai lu, coll. « Nouveaux Millénaires », 15 septembre 2021, trad. Gilles Goullet, 608 p.  (ISBN 978-2-290-23630-7)
- Une désolation nommée paix, J'ai lu, coll. « Science-fiction » no 13651, 9 novembre 2022, trad. Gilles Goullet, 576 p.  (ISBN 978-2-290-37367-5)